# 混乱时期

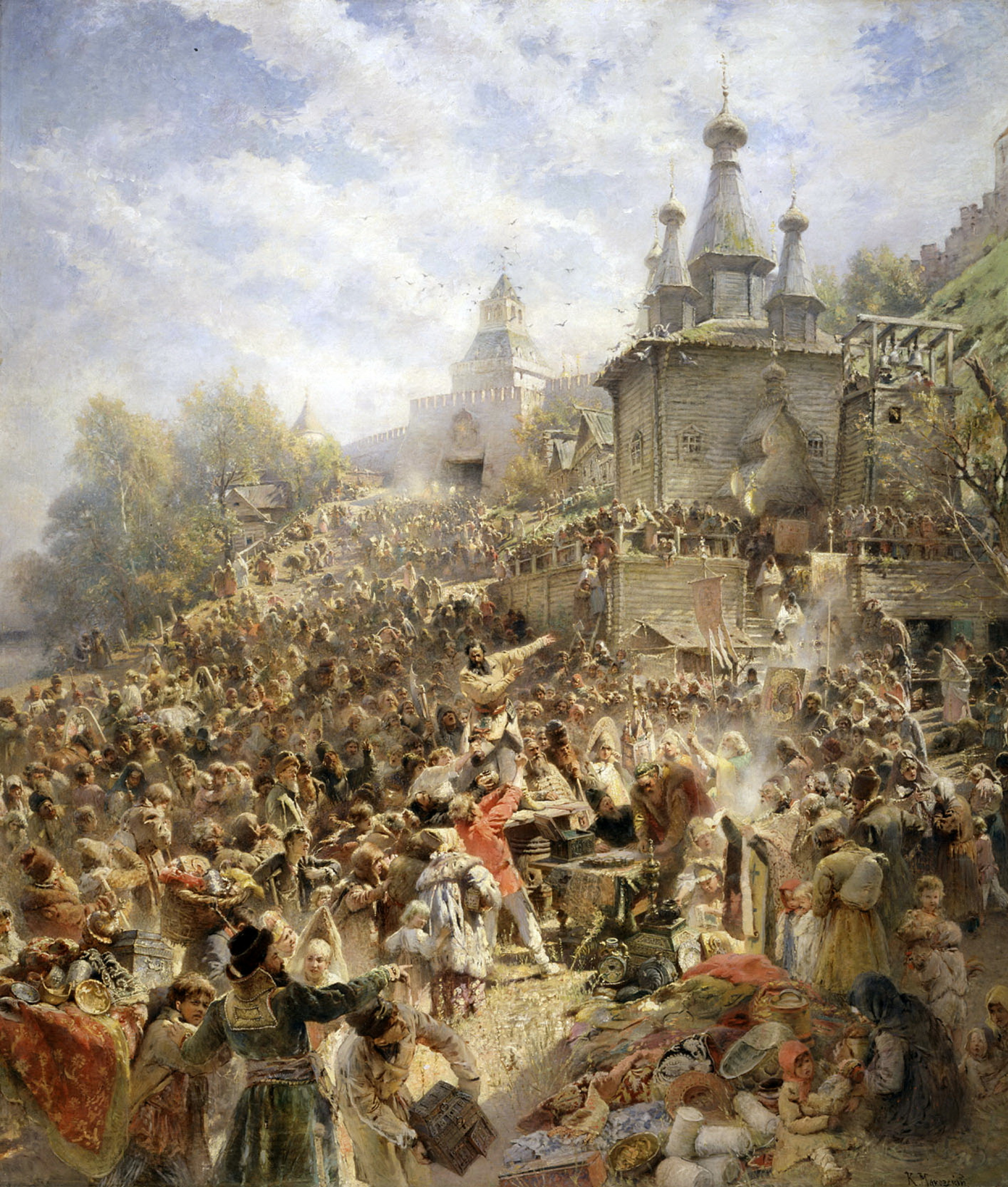
康斯坦丁·马科夫斯基的画作，《米宁的呼吁》，描绘了库兹马·米宁呼吁下诺夫哥罗德人民，组织义军反抗波兰国王齐格蒙特三世及入侵者。

混乱时期（俄语：Смутное время，缩写为，拉丁化：Smutnoye Vremya，缩写为Smuta），又称动乱时代、空位时期、大動亂時代，是俄羅斯歷史上留里克與罗曼诺夫王朝交替之際，一段政局動盪的時期。
混亂時期始於1598年費奧多爾一世（費奧多爾·伊万諾維奇）離世，即留里克绝嗣，直到1613年米哈伊尔·罗曼诺夫當選繼位，開啟罗曼诺夫王朝為止，長達十五年。廣義時段會由1583～1584年立窩尼亞戰爭失敗後伊凡四世離世引發繼承危機，計至1618年俄波战争結束。該時期間曾有系列覬覦者和非正當名義的人，是自稱持有沙皇的頭銜。
在費奧多爾去世後的三年內，國內先是經歷了1601-03年俄羅斯大饑荒，造成近三分之一的人口死亡。在俄波戰爭（也稱為迪米特里之亂）期間俄國被波蘭立陶宛聯邦進佔，直到1612年被驅逐。這是俄羅斯史上最動盪和最暴力的時期之一：在近15年間（1598-1613），王位是被轉手6次，在俄罗斯南部和中部也造成傷亡與動盪，持續衝突造成的總死亡人數據估計介於百萬至一百二十萬之間，同時間國內一些地區的人口是經受過半的流失，還差點成為波蘭的一個省份。

## 概要

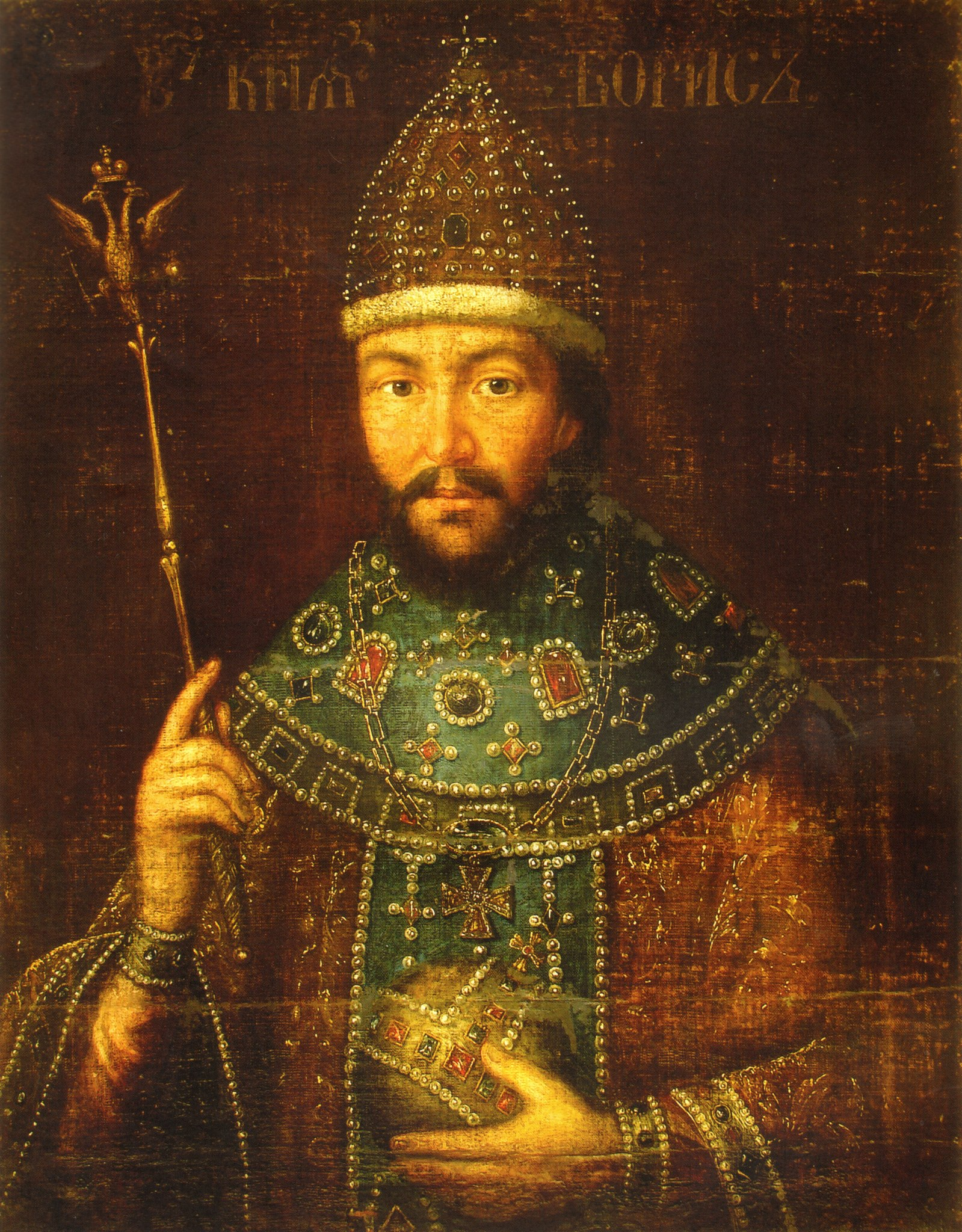
鲍里斯·戈东诺夫

混乱时期前，一系列事件已造成了俄罗斯的不稳定。1598年，留里克王朝的最后继承人，沙皇费奥多尔一世去世。皇后伊琳娜·戈东诺娃自称摄政，但9天后即交权给兄长鲍里斯·戈东诺夫，自己退隐到修道院。鲍里斯继位，成为俄罗斯沙皇。鲍里斯面临饥荒 (1601-03年)、七波雅爾的反对，以及波兰人支持的皇位觊觎者挑战。
1591年，俄罗斯沙皇费奥多尔一世的同父异母兄弟、有王位继承权的德米特里·伊万诺维奇離奇身亡。1604年，一个自称是德米特里的人出现，并且得到了波兰国王西吉斯蒙德三世的支持。
戈东诺夫在世时得以维持其政权。但1605年4月，戈东诺夫去世，其子费奥多尔二世继位，但支持假德米特里的暴徒杀死费奥多尔二世，并于 1605 年 6 月，立德米特里为沙皇，史称“伪德米特里一世”。
由于采取亲波蘭的政策，德米特里触怒了俄罗斯大贵族。在权势贵族瓦西里·叔伊斯基的率领下，德米特里被杀，叔伊斯基即位，号称瓦西里四世（1606—1610）。此事件即为混乱时期的开始。
1607年，另一个伪德米特里出现，再次得到波兰的支持。1610年，波兰军队攻占莫斯科，瓦西里四世被俘同時瑞典軍隊自瑞屬芬蘭開始入侵北邊，1611年大诺夫哥罗德被瑞典攻佔，隔年瑞典已佔領了俄羅斯所有波羅的海出海口，其後俄羅斯正式割給瑞典。而由於西吉斯蒙德想让自己的儿子弗瓦迪斯拉夫继承俄罗斯皇位，后来又改变主意想自己兼任俄罗斯沙皇。但是波兰入侵者在1612年被俄罗斯贵族们召集的军队驱逐。
1613年，全俄罗斯缙绅会议宣布立17岁的米哈伊尔·罗曼诺夫为沙皇，罗曼诺夫王朝开始。
1617年瑞典和俄羅斯議和，簽訂斯托爾博沃和約。1619年波蘭獲得了斯摩棱斯克和切爾尼戈夫。

## 相關作品

### 电影
- 米宁和波扎尔斯基（俄语：Минин и Пожарский (фильм)） (1939年）
- （1986年）
- （2007年）

### 电视剧
- 戈东诺夫（英语：Godunov (TV series)）（2019年）

### 歌劇
- 《伊凡·蘇薩寧》

## 引用
1. ↑  . Encyclopedia Britannica.   [2022-06-19]. （原始内容存档于2022-08-04）.
2. 1 2  凯文，Kevin O'Conner, 奥康纳. . . 北京: 中国大百科全书. 2009: 27，33. ISBN 978-7-5000-8241-5.
3. ↑  Ehlers, Kai. . Pforte-Verlag. 2009. ISBN 978-3-85636-213-3. OCLC 428224102.
4. 1 2 3 4 5 6 7  . Encyclopedia Britannica.   [2020-07-24]. （原始内容存档于2020-08-20） （英语）.
5. ↑  Алексеев Ю. Г. . СПб: Издательство Олега Абышко. 2019: 143  [2022-06-19]. ISBN 978-5-6041671-3-7. （原始内容存档于2021-10-22） （俄语）.

## 延伸閱讀
- Dunning, Chester S.L. Russia's First Civil War: The Time of Troubles and the Founding of the Romanov Dynasty（页面存档备份，存于）, Penn State Press, 2001 ISBN 0-271-02074-1

## 外部連結
- http://www.vostlit.info/Texts/rus11/Budilo/text3.phtml?id=205（页面存档备份，存于）

| 前任： 瓦西里四世 | 空位時期 1610—1613 | 繼任： 米哈伊尔·费奥多罗维奇·罗曼诺夫 |